# Phyllonorycter auronitens
Phyllonorycter auronitens là một loài bướm đêm thuộc họ Gracillariidae. Nó được tìm thấy ở Québec và Hoa Kỳ (bao gồm Massachusetts, Kentucky, Maine, North Carolina, Vermont và Connecticut).
Sải cánh dài 6.5-8.2 mm.
Ấu trùng ăn Alnus species, bao gồm Alnus incana, Alnus rubra và Alnus rugosa. Chúng ăn lá nơi chúng làm tổ. 